# ريبيكا شايفر
ريبيكا شايفر (بالإنجليزية: Rebecca Schaeffer) هي عارضة وممثلة أمريكية، ولدت في 6 نوفمبر 1967 بيوجين في الولايات المتحدة، وتوفيت في 18 يوليو 1989 بهوليوود في الولايات المتحدة.

## وصلات خارجية
- ريبيكا شايفر على موقع IMDb (الإنجليزية)
- ريبيكا شايفر على موقع الموسوعة البريطانية (الإنجليزية)
- ريبيكا شايفر على موقع ألو سيني (الفرنسية)
- ريبيكا شايفر على موقع أول موفي (الإنجليزية)
- ريبيكا شايفر على موقع قاعدة بيانات الأفلام السويدية (السويدية)
- ريبيكا شايفر على موقع إن إن دي بي (الإنجليزية)
- ريبيكا شايفر على موقع قاعدة بيانات الفيلم (الإنجليزية)
- ريبيكا شايفر على موقع كينوبويسك (الروسية)